# Foire gastronomique internationale de Lima

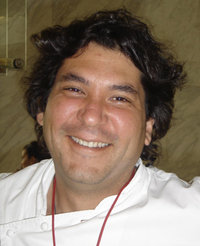
Gastón Acurio.

La Foire gastronomique internationale de Lima (Feria Gastronómica Internacional de Lima) est une foire annuelle qui se tient dans la ville de Lima (Pérou). Cette foire est organisée par la Société péruvienne de gastronomie (APEGA), association fondée par le chef Gastón Acurio et présidée actuellement par Mariano Valderama.
La première édition de cette foire s'est tenue en septembre 2008, sous le nom de « Perú Mucho Gusto », dans les anciennes installations du Cuartel San Martín, dans le quartier de Miraflores. Elle avait attiré plus de 23 000 visiteurs.
Lors de la deuxième édition, la foire a pris le nom de « Mistura 2009 » et a été transférée dans le Parque de la Exposición, dans le centre de Lima. Le succès de Mistura 2009 fut total, avec plus de 150 000 visiteurs en quatre jours faisant de cette manifestation l'une des plus importantes foires gastronomiques d'Amérique latine.  

## 2010
La troisième Mistura s'est tenue en 2010, sur une durée de cinq jours et a vu la superficie occupée dans le Parque de la Exposición quasiment doublée.
Mistura 2010 a célébré plus particulièrement les producteurs agricoles, incluant des présentations, des discours, et la participation de plusieurs producteurs de pommes de terre indigènes.  En outre, à Mistura 2010, a été présenté le thème de la « gastronomie durable » avec des discours, le lancement de la page web de www.Gastronomiasostenible.pe et, sous l'angle de la durabilité, un accent spécial sur l'anchois péruvien Engraulis ringens.

## 2011
La quatrième foire gastronomique de Lima, parrainée par l'APEGA, s'est tenue pour la troisième année consécutive dans le Parque de la Exposición, sur une durée de onze jours, du 9 au 18 septembre.
En 2011 ont été mis en valeur les fruits amazoniques, et le ceviche comme plat vedette. A MISTURA 2011, le thème de la durabilité et son importance pour la diffusion de la gastronomie péruvienne a été repris. 
Selon l'APEGA, en plus des dizaines de chefs, cuisiniers et fournisseurs péruviens, MISTURA 2011 a compté avec la participation de chefs cuisiniers internationaux tels que Ferran Adrià (Espagne), René Redzepi (Danemark), Michel Bras (France), Yukio Hattori (Japon), Massimo Bottura (Italie), Dan Barber (États-Unis), Alex Atala (Brésil) et Heston Bluementhal (Royaume-Uni). 
La foire est centrée sur la gastronomie et la cohésion sociale, et comprend des concours, des tables rondes, des conférences magistrales, des cycles de cinéma et des présentations de livres et d'œuvres musicales, entre autres activités.